# Aristide Isotta
Aristide Isotta (Lugano, 30 marzo 1908 – Massagno, 15 gennaio 1972) è stato un insegnante e scrittore svizzero, noto stenografo.

## Biografia
Nato a Lugano, visse inizialmente a San Gallo, dove la famiglia gestiva il "Ristorante Ticino"; proseguì gli studi professionali di nuovo in Ticino. Lavorò presso la Banca Popolare di Lugano, poi presso la Pretura della città. Allo stesso tempo si diplomò come docente di lingua tedesca, che insegnò per circa trent'anni prima al ginnasio di Lugano, poi alla Scuola tecnica della città. In seguito si diplomò come docente di stenografia e dattilografia. Scrisse poesie in italiano e a volte anche in tedesco. Nel 1934-1935 scrisse anche due radio-commedie, trasmesse dalla Radio Svizzera.
Nel 1943 pubblicò il 1º corso completo di stenografia italiana (Sistema Stolze-Schrey), insieme alla sua "Chiave", con la collaborazione di Luigi Donnini. Questo testo fu il primo usato del Canton Ticino per l'apprendimento della stenografia. Seguirono il "Piccolo catechismo stenografico" e "Ali alle penne". Nel 1953 fu la volta del "Corso abbreviato di stenografia semplificata", della "Breve storia della stenografia", stampata in caratteri stenografici, e del "Mosaico ticinese", libro di lettura stenografica. Nel 1968-1969, insieme al figlio Carlo, pubblicò "Lo stenodattilografo" e il corso "La stenografia italiana".Ottenne un ottimo supporto dalla Radio della Svizzera italiana, che per molti anni trasmise lezioni settimanali di stenografia. Pubblicò inoltre un "Trattato metodico di dattilografia". Da insegnante di tedesco pubblicò, nel 1947 e in seconda edizione nel 1950, il corso di base "Deutsche Sprachlehre für Mittelschüler, erstes Jahr" e nel 1952 il corso avanzato "Zweites Jahr"; poi il "Vocabolario della Deutsche Sprachlehre erstes und zweites Jahr".
In qualità di scrittore pubblicò nel 1937 il "Patrono della Patria" sulla vita di San Nicolao della Flüe; compose "Il nostro Santo", per incarico del Vescovo di Lugano, in occasione della costruzione della chiesa votiva, dedicata allo stesso Santo, a Lugano-Besso. Tradusse molti libri di vario genere dal tedesco.
Fu anche attore e regista di commedie presso l'Oratorio di Lugano.
Isotta fu per molto tempo uno di principali membri del "Comitato centrale della società svizzera degli stenografi"; redattore responsabile o collaboratore di alcune riviste di commercio; membro della "Civica filarmonica di Lugano"; presidente dell'Azione cattolica luganese; membro dell'Unione popolare cattolica ticinese; giudice di pace del Circolo di Vezia per più di trent'anni e presidente dell'Associazione dei giudici di pace del Canton Ticino. Fu anche membro, e per due volte presidente, del consiglio comunale; e anche supplente municipale del comune di Massagno, nel quale aveva sempre vissuto eccettuati soltanto i primi anni.